# Rhinolophus monoceros
Rhinolophus monoceros es una especie de murciélago de la familia Rhinolophidae.

## Distribución geográfica
Es endémica de Taiwán.